# メタジェネシス
メタジェネシスは、石油地質学に関連する変成作用の一つ。変成作用の最初期段階であり、メタジェネシスでの反応が終わると有機物の熟成過程が完了する。
カタジェネシスから続いて生体有機物は高温・高圧に晒され、加えてマグマや熱水の作用も受けるようになる。メタジェネシスの過程を経て、ケロジェンはガスとして不純物（二酸化炭素・水・窒素化合物・硫黄化合物・酸素化合物）を放出しながら炭化が進行し、結晶度を高めてグラファイトに変成する。石油が分解されて生じたコンデンセートはメタンなどのガスに分解される。
メタジェネシスの進行度合いの指標として、ビトリナイトの反射率、ステランやトリテルパンの異性化、泥質岩に含まれる裸子植物の花粉の明度が有効とされる。ビトリナイト反射率2.0%を目安としてカタジェネシスとメタジェネシスを区別することができる。